# Opavský besedník
Opavský besedník byly první české noviny v Rakouském Slezsku, vycházející v letech 1861–1865 v Opavě. List byl založen Antonínem Vaškem a Janem Lepařem, Vašek se stal jejich redaktorem a vydavatelem.
Noviny byly tištěny převážně novogotickým písmem (frakturou), z menší části též latinkou. Přinášely hospodářské články, politické úvahy posilující sounáležitost Slezska s ostatními českými zeměmi a krajové zpravodajství, ve kterém si všímaly také tehdejšího pruského Slezska, zejména oblasti osídlené česky mluvícím obyvatelstvem. Opavský besedník také jako první formuloval kulturní a školské požadavky slezských Čechů.
Jeho přispěvateli byli Jan Lepař, Josef Zukal, František Pravda, Vincenc Prasek nebo z pruského Slezska Cyprián Lelek a Pavel Pospěch.